# فريتز مولر (أستاذ جامعي)
فريتز مولر (بالألمانية: Fritz Möller)‏ هو عالم أرصاد ألماني، ولد في 16 مايو 1906 في رودولشتات في ألمانيا، وتوفي في 21 مارس 1983 في ميونخ في ألمانيا.